# Txekxa
Txekxa (en rus: Чекша) és un poble (un possiólok) de la República de Komi, a Rússia, segons el cens del 2010 tenia 369 habitants.